# Lily Vallquist
Lily Anita Vallquist, född Söderberg den 26 augusti 1897 i Åmål, död den 25 juli 1986 i Hägersten, var en svensk översättare.

## Biografi
Vallquist var yrkesverksam som översättare mellan 1950 och 1965 (med några enstaka senare översättningar) och i hennes verklista märks framför allt en rad franska klassiker. Hon var gift med överstelöjtnant Gunnar Vallquist och fick med honom dottern Gunnel Vallquist (1918–2016), också hon översättare.

## Översättningar (urval)
- Bernard le Bovier de Fontenelle: Samtal mellan döda (översatt tillsammans med Lisa Matthias) (Bibliofila klubben, 1950)
- William Thackeray: De fyra Georgarna: bilder av sed och moral, hov och stadsliv (Bibliofila klubben, 1951)
- Martin Wieland: Sagan om prins Biribinker (Bibliofila klubben, 1951)
- Honoré de Balzac: Recept på litterär framgång (Bibliofila klubben, 1951)
- Gérard de Nerval: Drottningen av Saba besöker kung Salomo (Bibliofila klubben, 1952)
- Alfred de Musset: Historien om en vit trast (Bibliofila klubben, 1952)
- Gabriel-Joseph de Lavergne de Guilleragues: De fem portugisiska kärleksbreven (Bibliofila klubben, 1953)
- Arthur de Gobineau: Livet på resa (Bibliofila klubben, 1953)
- Marcel Aymé: Påfågeln och andra sagor (Wahlström & Widstrand, 1954)
- James Michener: Broarna vid Toko-ri (Wahlström & Widstrand, 1954)
- I dur och moll: sex romantiska berättelser (Bibliofila klubben, 1954)
- Françoise Sagan: Ett moln på min himmel (Wahlström & Widstrand, 1955)
- Cecil Roberts: Strövtåg i Rom (översatt tillsammans med Anne-Marie Edéus) (Wahlström & Widstrand, 1955)
- Edmund Wilson: Skriftrullarna vid Döda havet (översatt tillsammans med Kajsa Rootzén) (Strömberg, 1956)
- Alain Gheerbrant: Svart och vitt i Kongo (Wahlström & Widstrand, 1956)
- Franz Kafka: Brevet till fadern och andra efterlämnade prosaskrifter (Wahlström & Widstrand, 1956)
- Peter Schindler: Dagar i Rom (Wahlström & Widstrand, 1957)
- Don Mankiewicz: Lynchad av lagen (översatt tillsammans med Severin Unger) (Wahlström & Widstrand, 1958)
- Nic Waal: Det finns inga stygga föräldrar (Wahlström & Widstrand, 1959)
- Elspeth Huxley: Min afrikanska barndom (Wahlström & Widstrand, 1960)
- Agatha Fassett: Geniets nakna ansikte: Béla Bartók i landsflykt (översatt tillsammans med Kajsa Rootzén) (Rabén & Sjögren, 1961)
- François Mauriac: Människosonen (Tiden, 1962)
- Vera Henriksen: Silverhammaren (Wahlström & Widstrand, 1963)
- Viña Delmar: Den stora familjen (Rabén & Sjögren, 1963)
- Simone de Beauvoir: (Avled stilla (Bonnier, 1965)
- Roger av Taizé (Roger Schutz): Leva Guds idag (Diakonistyrelsen,1965)
- Alexandra Röhl: Rödhakesång (Larson, 1974)
- André Maurois: På spaning efter Marcel Proust (översatt tillsammans med Kajsa Rootzén, reviderad av Eva Alexanderson och Sven Ryberg) (Bonnier, 1982)

## Priser
- Sveriges Författarfonds premium till personer för belöning av litterär förtjänst 1965